# Sergei Ignatjew (Skispringer)
Sergei Ignatjew  (* 20. Juli 1972) ist ein ehemaliger russischer Skispringer.

## Sportliche Erfolge
Er startete bei den nordischen Skiweltmeisterschaften 1993 in Falun von der Normalschanze und wurde mit Weiten von 69 und 70,5 Metern 55. Platz. Am Wettkampf auf der Großschanze und am Teamspringen nahm er nicht teil.